# حرکت تقدیمی

حرکت تقدیمی یک ژیروسکوپ

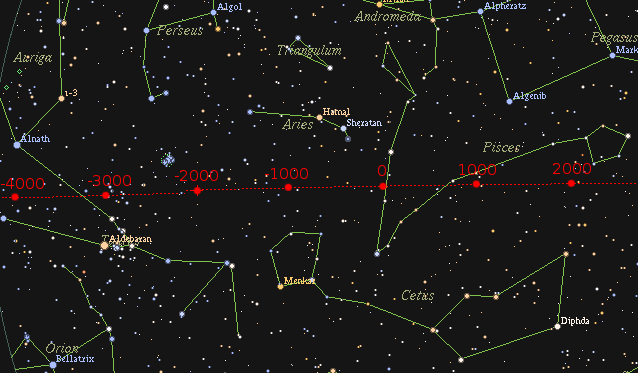
پیشروی نقطهٔ اعتدال نسبت به ستارگان دور

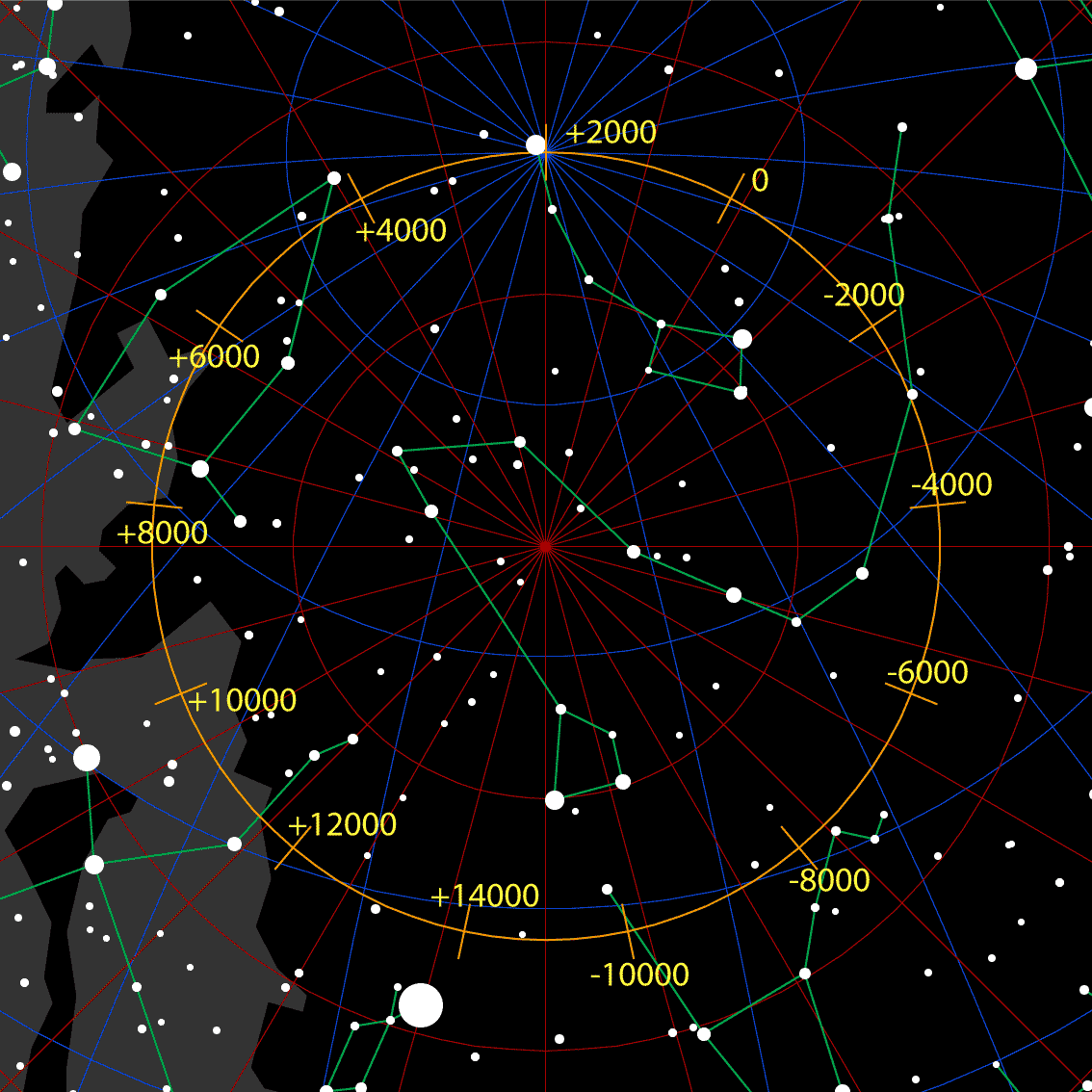
تغییر قطب شمال آسمان بر اثر حرکت تقدیمی. دایرهٔ سفید مسیر حرکت قطب شمال آسمان در ستارگان است.

پیشایان یا حرکت تقدیمی (به انگلیسی: Precession) به معنی پیچیدن و تغییر جهت‌گیری محور جسمی چرخان است. می‌توان این‌گونه تعریف کرد: تغییر سویهٔ محور چرخش در حالتی که زاویهٔ اویلر دوم ثابت باشد.
در نجوم چند نوع حرکت تقدیمی داریم که مربوط به تغییر پارامترهای چرخشی یا مداری جسم آسمانی است. به معنای اخص برای زمین به کار می‌رود که تغییر تقدیم محوری زمین و تغییر ستارهٔ قطبی و پیشروی اعتدالین بر اثر اوست.
در فیزیک دو جور تقدیم داریم: وابسته به گشتاور، مستقل از گشتاور

## اخترشناسی
حرکت تقدیمی (یا پیشروی) در ستاره‌شناسی چند جور حرکت است.
پیچش و چرخش مخروطی محور چرخش جسم آسمانی یا مدارش بر اثر گرانش (که آهسته و پیوسته‌است)،
تقدیم اعتدالین، تقدیم حضیض خورشیدی و اوج و حضیض مدارها، تغییر انحراف محوری زمین نسبت به مدار، خروج از مرکز مداری در چندده‌هزار سال همهٔ اجزای مهم نظریهٔ نجومی عصر یخبندان است.

### حرکت تقدیمی محوری
واژهٔ «حرکت تقدیمی» وقتی مطلق به کار می‌رود معمولاً اشاره به همین مفهوم نجومی دارد.
پیش‌روی محوری یا تقدیم محوری (حرکت تقدیمی محوری) یکی از حرکات ویژهٔ محور چرخش زمین است که به موجب خم بودن محور زمین نسبت به مدار خود ایجاد می‌شود و در نتیجهٔ کشش گرانشی خورشید، ماه و سیاره‌ها بر برآمدگی استوای زمین به‌وجود می‌آید. این حرکت موجب می‌شود که نقاط اعتدال در میان صورت‌های فلکی به سمت مغرب حرکت کنند. محور چرخش زمین، مخروطی را طی ۲۵۷۶۵ سال طی می‌کند. در حال حاضر محور چرخشی زمین تقریباً در امتداد ستاره قطبی است ولی به‌دلیل این حرکت چند هزار سال دیگر نمی‌توان از این ستاره به‌عنوان ستارهٔ قطبی استفاده کرد.

### حرکت تقدیمی اوج و حضیض

چرخش مدار بیضوی پیرامون خورشید. (خروج از مرکز بیضی مدارهای خورشیدی معمولاً خیلی کمتر است)

مدار سیاره به دور خورشید بیضی کامل نیست و گلبرگی‌شکل است. این حرکت باعث می‌شود که قطر دراز (اطول) بیضی مدار پیرامون خورشید بچرخد و حضیض خورشیدی پیشروی کند.